# Leopold Kern (poslanec Říšské rady)
Leopold Kern (10. listopadu 1857 Linec-Aigen – 8. září 1903 Linec-Aigen) byl rakouský římskokatolický duchovní a politik německé národnosti z Horních Rakous, na přelomu 19. a 20. století poslanec Říšské rady.

## Biografie
Působil jako kazatel a ředitel sirotčince v Linci. Vystudoval teologii a v roce 1883 byl v Římě promován na doktora teologie. V roce 1882 byl vysvěcen na kněze. Po delší dobu působil jako městský farář ve Steyru, později přešel do Lince. Podílel se na organizování katolických sjezdů a zastával na nich funkci referenta pro dělnické otázky.
Byl i poslancem Říšské rady (celostátního parlamentu Předlitavska), kam usedl ve volbách roku 1897 za kurii všeobecnou v Horních Rakousích, 2. volební obvod: Steyr, Gmunden, Kirchdorf, Vöcklabruck. Mandát zde obhájil i ve volbách roku 1901. Poslancem byl do své smrti 1903. Pak ho v parlamentu nahradil Georg Baumgartner. Ve volebním období 1897–1901 se uvádí jako Dr. Leopold Kern, kazatel a ředitel sirotčince, bytem Linec.
Ve volbách roku 1897 kandidoval do Říšské rady za Katolickou lidovou stranu. I do voleb roku 1901 kandidoval za Katolickou lidovou stranu. Vstoupil pak do parlamentního Klubu středu, který tvořila zejména Katolická lidová strana.
Zemřel v září 1903 po dlouhé nemoci.